# Epidemia de varíola japonesa de 735–737
A epidemia de varíola japonesa de 735-737 (天平 の 疫病 大 流行, "Epidemia da era Tenpyō ") foi uma grande epidemia de varíola que atingiu grande parte do Japão . Matando aproximadamente 1/3 de toda a população japonesa, a epidemia teve repercussões sociais, econômicas e religiosas significativas em todo o país.

## Origens
Algumas décadas antes do surto, funcionários do tribunal japonês haviam adotado a política chinesa de relatar surtos de doenças entre a população em geral. Essa prática de registo facilitou bastante a identificação da varíola como a doença que atingiu o Japão durante os anos 735-737.
O aumento do contato entre o Japão e o continente asiático levou a surtos mais frequentes e graves de doenças infecciosas. A epidemia de varíola de 735-737 foi registada como tendo ocorrido por volta do mês de agosto de 735 na cidade de Dazaifu, Fukuoka, no norte de Kyushu, onde a infecção havia sido ostensivamente transmitida por um pescador japonês que havia contraído a doença após ser infectado. encalhado na península coreana. A doença se espalhou rapidamente pelo norte de Kyushu naquele ano e persistiu no seguinte. Em 736, muitos arrendatários de terra em Kyushu estavam morrendo ou abandonando as suas colheitas, levando a baixos rendimentos agrícolas e, finalmente, fome.
Além disso, em 736, um grupo de oficiais do governo japonês passou pelo norte de Kyushu enquanto a epidemia estava a se intensificar. Enquanto os membros do partido adoeciam e morriam, o grupo desistiu da sua missão pretendida na península coreana. Retornando à capital com varíola, os funcionários supostamente espalharam a doença para o leste do Japão e Nara. A doença continuou a devastar o Japão em 737. Uma manifestação do grande impacto da pandemia foi que, em agosto de 737, uma isenção de impostos havia sido estendida a todo o Japão.
Com base em relatórios fiscais, a mortalidade de adultos pela epidemia de varíola de 735 a 737 foi estimada em 25% a 35% de toda a população do Japão, com algumas áreas com taxas muito mais altas. Todos os níveis da sociedade foram afetados. Muitos nobres da corte morreram devido à varíola em 737, incluindo todos os quatro irmãos do clã Fujiwara politicamente poderoso: Fujiwara no Muchimaro (680-737), Fujiwara no Fusasaki (681-737), Fujiwara no Umakai (694-737) e Fujiwara no Maro (695-737). A sua partida repentina da corte real permitiu a ascensão do conhecido rival Tachibana no Moroe a uma alta posição oficial na corte do imperador Shōmu.
A epidemia não apenas matou um grande segmento da população, mas também provocou deslocamentos, migrações e desequilíbrios significativos do trabalho em todo o Japão. Os setores mais afetados foram a construção e a agricultura, principalmente o cultivo de arroz.

## Rescaldo

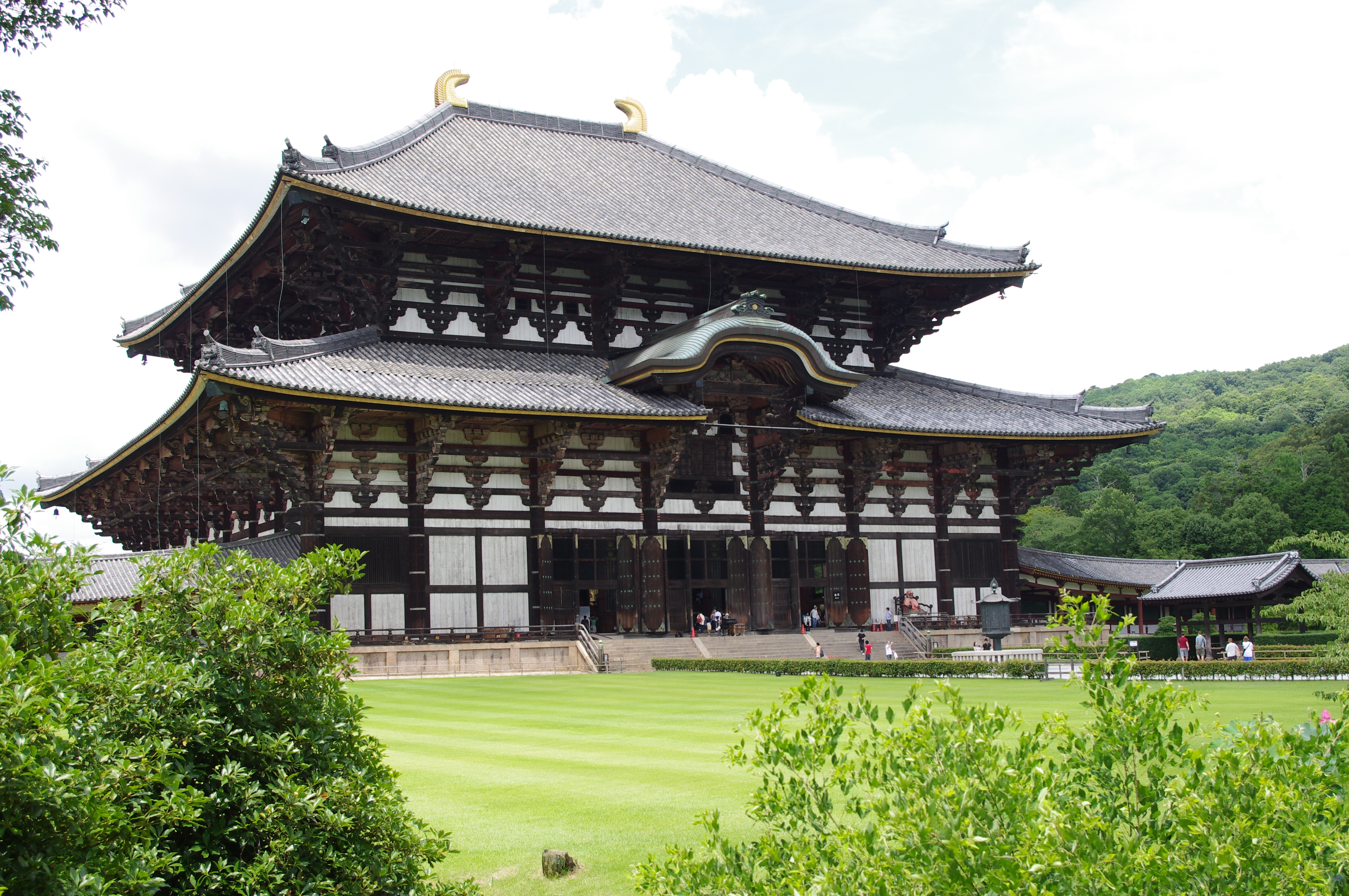
O Daibutsuden em Tōdai-ji

Além da concessão de isenções fiscais, os nobres do Japão tomaram outras ações sem precedentes em resposta aos efeitos da epidemia para ajudar a conter a migração generalizada da população e revigorar as comunidades agrícolas. Por exemplo, vários anos após o término da epidemia de varíola, os líderes japoneses tentaram estimular a produtividade agrícola, oferecendo propriedade privada da terra àqueles dispostos a trabalhar em terras agrícolas.
Também nessa época, o imperador Shōmu, que se sentia pessoalmente responsável pela tragédia, aumentou muito o apoio oficial do budismo ao encomendar a construção do grande templo Tōdai-ji e seu Daibutsu, e forneceu um apoio financeiro significativo para a construção de outros templos provinciais ( os kokubunji (国分寺)  ), estátuas e estruturas religiosas relacionadas em todo o país.  Diz-se que o custo para lançar o Daibutsu sozinho quase levou à falência o país.
Nos séculos seguintes, o Japão continuou a sofrer epidemias de varíola. Porém, no início do segundo milênio, a varíola tornou-se endêmica da população japonesa e, portanto, menos devastadora durante os surtos.